# Райхельсгайм (Веттерау)
Райхельсгайм (нім. Reichelsheim) — місто в Німеччині, знаходиться в землі Гессен. Підпорядковується адміністративному округу Дармштадт. Входить до складу району Веттерау.
Площа — 27,60 км2. Населення становить 6826 ос. (станом на 31 грудня 2020).

## Географія

### Адміністративний поділ
Місто  складається з 6 районів:
- Баєнгайм
- Блофельд
- Дорн-Ассенгайм
- Гойхельгайм
- Райхельсгайм
- Веккесгайм